# ماریام هاروتیونیان
ماریام یوگنی هاروتیونیان (ارمنی: Մարիամ Եվգենիի Հարությունյան؛ انگلیسی: Mariam Harutyunyan؛ زادهٔ ۱۶ نوامبر ۱۹۶۲) ریاضی‌دان اهل ارمنستان است.

## زندگی‌نامه
وی در ۱۶ نوامبر ۱۹۶۲ در ایروان به دنیا آمد و از دانشگاه دولتی ایروان فارغ‌التحصیل گشت. 

## یادداشت
1. ↑  ֆիզիկամաթեմատիկական գիտությունների դոկտոր
2. ↑  Institute for Informatics and Automation Problems